# Crisia setosa
Crisia setosa är en mossdjursart som beskrevs av William MacGillivray 1869. Crisia setosa ingår i släktet Crisia och familjen Crisiidae. Inga underarter finns listade i Catalogue of Life.